# Списак рудника у Пољској
Списак рудника у Пољској је помоћна листа чланка са општим списком рудника, од активних и непуштених до будућих рудника у Пољкој. Сам списак је организован по примарним минералним сировинама. Рудници са експлоатацијом камена, мермера и сличних сировина, односно каменоломи могу такође бити укључени у овај чланак. 

## Угаљ
Рудник угља Адамов је велики рудник у центру Пољске у Туреку, Великопољско војводство, 208 км западно од главног града, Варшаве. Адамов представља једну од највећих резерви лигнита у Пољској са процењеним резервама од 90 милиона тона угља. Годишња производња угља је око 1,6 милиона тона.
Поред њега по величини издваја се и рудника угља Белхатов који се налази у центру Пољске, у граду Белхатов, Војводство Лођ, 150 км западно од главног града, Варшаве. Белхатов представља једну од највећих резерви угља у Пољској са процењеним резервама од 1.930 милиона тона лигнита. У 2015. години рудник је произвео 42,1 милиона тона лигнита (66,7% пољске производње лигнита у Пољској)..
Поред наведених издвајају се и рудници:
- Рудник угља Белхатов
- Рудник угља Бјелсовице
- Рудник угља Богданка
- Рудник угља Болеслав Шмјауи
- Рудник угља Бориња
- Рудник угља Будрик
- Рудник угља Хвавовице
- Рудник угља Дрзевце
- Рудник угља Деби Шлахецје
- Рудник угља Губин
- Рудник угља Халемба
- Рудник угља Јанина
- Рудник угља Јанковице
- Рудник угља Јаш-Мос
- Рудник угља Јужвин
- Рудник угља Коњин
- Рудник угља Крупински
- Рудник угља Легница
- Рудник угља Мосте
- Рудник угља Мурцки
- Рудник угља Мисловице-Веслова
- Рудник угља Пјаски
- Рудник угља Пјаск
- Рудник угља Пњувек
- Рудник угља Собјески
- Рудник угља Сошница-Макошови
- Рудник угља Сташиц
- Рудник угља Шчеговице
- Рудник угља Томиславице
- Рудник угља Шћанка
- Рудник угља Туров
- Рудник угља Вујек
- Рудник угља Зјемовит
- Рудник угља Зофјувка

## Бакар
Рудник Битом Оджањски велики је рудник на западу Пољске у месту Битом Оджањски, округ Нова Сол, на 360 км југозападно од престонице, Варшаве. Битом Оджањски представља једну од највећих резерви бакра и сребра у Пољској са процењеним резервама од 31,5 милиона тона руде које оцењују 2,47% бакра и 56 г / тона сребра. Годишња производња руде износи око 0,7 милиона тона, из чега се извлачи 17 300 тона бакра и 39,2 тоне сребра.
Рудник Гаворжице је велики рудник на западу Пољске у месту Гаворжице, округ Полковице, 370 км југозападно од престонице, Варшаве. Гаворжице представља једну од највећих бакарних и сребрних резерви у Пољској са процењеним резервама од 44,8 милиона тона руде са 3,05% бакра и 44 г / тона сребра. Годишња производња руде износи око милион тона, из чега се извлачи 30.500 тона бакра и 44 тоне сребра.
Поред наведених издвајају се и рудници:
- Рудник Глогов Гуембоки-Пшемеслови
- Лубин рудник
- Рудник Мишков
- Рудник Полковице-Шерошовице
- Ретков рудник

## Никл
Рудник Шклари је велики рудник у центру Пољске у месту Шклари, 142 км југозападно од престонице, Варшаве. Шклари представља највећу резерву никла у Пољској која процењује резерве од 28,8 милиона тона руде са 0,73% никла. 28,8 милиона тона руде садржи 210 000 тона никла метала.

## Со
Рудник соли Бохња налази се у истоименом граду Бохња, Пољска, један је од најстаријих рудника соли на свету као и најстарије трговачко предузеће у Пољској. Рудник соли Бохња основан је између 12. и 13. века након што је тамо откривена со. Шахте рудника заузимају површину од 4,5 км и дубину од 330–468 метар испод површине, на 16 нивоа. У 2013. години рудник је додан на листу светске културне баштине УНЕСКА као продужетак натписа рудника соли Величка из 1978. године.
Рудник соли Вјеличка налази се у граду Вјеличка, на југу Пољске. Од неолита се од растућег сланог раствора производио натријум хлорид (кухињска со). Рудник соли Вјеличка, експлоатише се од 13. века, континуирано је производио со до 2007. године, као један од најстаријих рудника соли на свету. Рудник соли Вјеличка сада је званични пољски историјски споменик. Његове атракције обухватају осовине и лавиринт пролазе, приказе историјске технологије ископавања соли, подземно језеро, четири капеле и бројне статуе које су рудари ископали из камене соли и новије скулптуре савремених уметника. 